# .re
.re (фр.  Réunion) — национальный домен верхнего уровня Реюньона. Доступна регистрация имён второго уровня в доменной зоне — .re. Владельцами имён доменов могут стать физические, юридические лица (только резиденты Франции), а также международные организации. Управляется компанией AFNIC —  Реюньон,  Франция.
Национальный домен верхнего уровня — RE — используется как национальный домен верхнего уровня в стандартах административно-территориального деления территории государства ISO 3166 — (ISO 3166-1, ISO 3166-2, ISO 3166-2:RE) в качестве кода Alpha2, образующего основу геокода административно-территориального деления Реюньона.

Также домен верхнего уровня — RE — используется в качестве дополнительного двухбуквенного геокода Уоллис и Футуны как административно-территориальной единицы административно-территориального деления Франции.

## Требования к регистрируемым доменам
Домены, регистрируемые в доменной зоне .re, должны соответствовать требованиям, предъявляемым регистратором к доменам второго уровня.
- Минимальная длина имени — 3 символа.
- Максимальная длина имени, учитывая домен первого, второго уровня — .re, не более — 63 символов.
- Имя домена может состоять из букв латинского алфавита (a-z), цифр (0-9) и тире (—, -).
- Имя домена может содержать символы расширенной кодировки (à, á, â, ã, ä, å, æ, ç, è, é, ê, ë, ì, í, î, ï, ñ, ò, ó, ô, õ, ö, oe, ù, ú, û, ü, ý, ÿ, ß).
- Имя домена не может начинаться или заканчиваться символом тире (минусом) (—, -).
- Имя домена не может содержать последовательность двух тире (минусов) подряд (  - -, — -, - —, — —).
- Имя домена не может начинаться с последовательности символов — (x n - -).

## Зарезервированные имена
Зарезервированные имена доменов

- Названия государств — 246 имён.
- Связанные с преступностью, нацизмом и фашизмом, милитаризмом  — 207 имён.
- Связанные с идеологией, религией и суевериями — 144 имени.
- Названия международных организаций — 40 имён.
- Регуляторы Интернета и связанные термины — 17 имён.
- Совпадающие с названиями интернет-форматов, протоколов, расширений файлов и т. п. — 84 имени.
- Названия преступных деяний — 263 имени.
- Виды профессиональной деятельности, регулируемой государством, — 110 имён.
- Государственные органы и должности, общественных организаций — 233 имени.
- Термины и аббревиатуры, относящиеся к государственным и общественным организациям — 62 имени.
- Нравственно неприемлемые, связанные с жестокостью и половыми извращениями — 60 имён.
- Совпадающие с именами доменов верхнего уровня — 24 имени.
- Совпадающие с названиями регионов, департаментов, административно-территориальных единиц Франции, зарезервировано списочно[8].

## Домены 1 уровня
Домены второго уровня, условия использования, требования, регламентированные пользователи.
| Домен | Регламентированные пользователи |
| ----- | ------------------------------- |
| .re   | Основной домен первого уровня.  |